# Kordofan

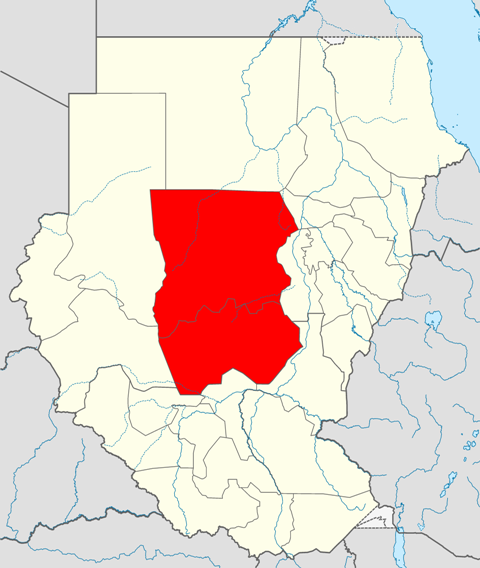
Historyczna kraina Kordofanu w Sudanie

Kordofan – kraina historyczna i dawna prowincja w środkowym Sudanie, w 1994 roku podzielona na trzy stany: Kordofan Północny, Kordofan Zachodni i Kordofan Południowy. Głównym miastem regionu jest Al-Ubajjid. Region obejmuje powierzchnię 346,932 km², w roku 1983 zamieszkiwało go około 3 milionów osób.
W 1821 roku Kordofan został podbity przez Muhammada Alego Paszę (1769-1849), wicekróla Egiptu, formalnie podlegającego osmańskiemu sułtanowi. Region ma historyczne znaczenie ze względu na powstanie Mahdiego w 1881-1899. W listopadzie 1899 roku ostatecznie rozbito tu wojska kalifa Abdullahiego ibn Muhammada, następcy Mahdiego.